# Gmach Urzędu Telekomunikacyjnego i Telegraficznego w Warszawie
Gmach Urzędu Telekomunikacyjnego i Telegraficznego w Warszawie – modernistyczny biurowiec znajdujący się przy ulicy Nowogrodzkiej 45 w Warszawie, wzniesiony w latach 1929–1933 według projektu Juliana Putermana-Sadłowskiego jako jeden z pierwszych w Polsce budynków o stalowej konstrukcji szkieletowej. 

## Historia
Gmach powstał na terenie dawnego folwarku świętokrzyskiego, gdzie znajdowały się magazyny wełny. Konkurs na projekt gmachu ogłoszono 26 października 1921 r. Założono, że budynek pomieści hol dla 300 osób i 40 urzędników, salę aparatów (telefonicznych międzymiastowych i zagranicznych) i poczekalnię dla 30 osób, filię urzędu pocztowego z osobnym wejściem, biura, mieszkania służbowe dla dyrektorów, a także pomieszczenia techniczne, garaże i warsztaty.  
Początkowo wybrano projekt Tadeusza Tołwińskiego z 1927 r., który zakładał gmach posadowiony na kwadratowej działce narożnej o wysokości 48 m z możliwością nadbudowy o dalsze 22 metry. W związku z aferą związaną z budową poczty w Gdyni i kosztami dotychczasowego projektu, w 1929 r. Julian Puterman-Sadłowski opracował nowy projekt. Początkowo projekt Putermana-Sadłowskiego przewidywał wieżowiec o wysokości 76 m, który byłby najwyższym budynkiem w Polsce. W międzyczasie Ministerstwo pozyskało dodatkową działkę od strony ulicy św. Barbary, co pozwoliło obniżyć koszty inwestycji, gdyż umożliwiło realizację niższego gmachu. Jeszcze w 1929 r. rozpoczęto jego realizację. Za opracowanie konstrukcji gmachu odpowiadał Waldemar Radlow, przy czym Ministerstwo korzystało też z pomocy swojego stałego doradcy Stefana Bryły. Początkowo budową kierował Karol Bauch, zastąpiony przez Piotra Tomaszewskiego.
Otwarcie budynku nastąpiło najprawdopodobniej pomiędzy listopadem a grudniem 1933 r., pół roku przed zakończeniem realizacji Prudentialu. Okres robót budowlanych podawany jest jako lata 1928–1934.
Pierwsze piętro i drugie piętro zajmowały telegrafy i telefony. Na trzecim piętrze siedzibę miała Szkoła Teletechniczna, a na piątym i szóstym Muzeum Poczty i Telekomunikacji. W budynku siedzibę miały także biura Departamentu Technicznego Ministerstwa Poczt i Telegrafów. Na czwartym piętrze umieszczono sale wypoczynkowe i stołówkę dla personelu. Dodatkowo w gmachu znajdowały się sala gimnastyczna i natryski, ambulatorium i punkt opieki dziennej dla dzieci pracowników. Na dachu głównego skrzydła przewidziano tarasy rekreacyjne. 
Po uszkodzeniach w kampanii wrześniowej 1939 r. gmach szybko został odbudowany i wykorzystywany był przez Niemców pod siedzibę Deutsche Post Osten. Uniknął poważnych zniszczeń w kolejnych fazach wojny, jedynie fasada nosi ślady po pociskach i odłamkach. W czasie powstania warszawskiego pozostał w niemieckich rękach i był punktem silnego oporu. 18 sierpnia 1944 r. w salach biurowca rozstrzelano 18 polskich pracowników poczty. Wnętrza w większości nie uległy uszkodzeniu podczas okresu wojennego, ale po 1945 r. dokonano prac modernizacyjnych i wprowadzano w nich zmiany, które zatarły ich elegancki charakter. Złożyło się na to zamalowanie szklanych ścian czy podzielenie stropami pomieszczeń pierwotnie otwierających się na dwie kondygnacje.
W latach 1959–1962 dobudowano wzdłuż ulicy Nowogrodzkiej nowe skrzydło według projektu M. Wróbla i M. Pomianowskiego. 1 lipca 1965 r. wpisano obiekt do rejestru zabytków pod numerem 780-A. Pomimo tego w latach 1980. na obrzeżu wewnętrznego dziedzińca wzniesiono nowy wieżowiec. W 2019 r. sześć budynków przy Nowogrodzkiej, wchodzących w skład dawnego urzędu, zakupił niemiecki fundusz inwestycyjny z przeznaczeniem na apartamenty oraz biura.

## Architektura
Budynek w stylu skrajnego funkcjonalizmu, czteropiętrowy z wyższymi akcentami, rozplanowany w rzucie litery L, z podstawą od strony ulicy Nowogrodzkiej. Dominantę wysokościową gmachu stanowi wieża wyrastająca z bryły cokołu, przy czym część wysokościowa posiadała piętra użytkowe. Niższe partie budynku mają od 23,5 do 31 m wysokości, zaś część wieżowa 42,5 m. Od strony ul. św. Barbary znajduje się blok mieszkalny dla pracowników. Główne wejście dla interesantów ulokowano od strony skrzyżowania ul. Poznańskiej i Nowogrodzkiej.
Ze względu na projektowane obciążenia i gabaryty nowych urządzeń, część kondygnacji musiała mierzyć powyżej 5 m wysokości, konieczne było także zastosowanie szkieletu stalowego o konstrukcji nitowanej, gdyż szkielet żelbetowy zająłby zbyt dużą część powierzchni kondygnacji. Od drugiej kondygnacji zastosowano jednolitą wysokość pięter, a rozplanowanie oparto na siatce słupów o rozpiętości 4,25 x 7,5 m. Szeroki rozstaw słupów umożliwił także przebicie obszernych otworów okiennych na każdej elewacji. Szkielet wykonano w chorzowskiej Hucie Królewskiej.
Wnętrza bogato zdobiono, stosując stalowe, polerowane balustrady schodów, ażurowe antresole oraz kamienne okładziny ścian i kamienne posadzki. Elementy metalowe zostały wykonane przez warszawską firmę Henryka Zielezińskiego. Najbardziej reprezentacyjny charakter wśród pomieszczeń miał parter, przeznaczony głównie dla interesantów. W budynku zaprojektowano cztery klatki schodowe i pięć wind, przy czym najbardziej reprezentacyjna była klatka od strony głównego wejścia.
Niższe partie elewacji pokryto czerwonym piaskowcem, zaś wyższe warstwą tynku terrazytowego. Chociaż każde ze skrzydeł otrzymało odmienne gabaryty i kompozycję architektoniczną, wszystkie połączono wspólnymi detalami opasającymi cały gmach. Bogate detale kamieniarki strefy wejściowej wykorzystują bryły i figury geometryczne. Ważnymi akcentami wystroju były dekoracyjny metalowy napis w dwóch wierszach TELEFON MIĘDZYMIASTOWY / TELEGRAF RADIOTELEGRAF, a także prostokątny panel ze stylizowanym Orłem Białym w stylu art déco autorstwa Jana Golińskiego.
Gmach Urzędu Telekomunikacyjnego uważany jest za jeden z pierwszych w Polsce budynków o stalowej konstrukcji szkieletowej.

## Galeria

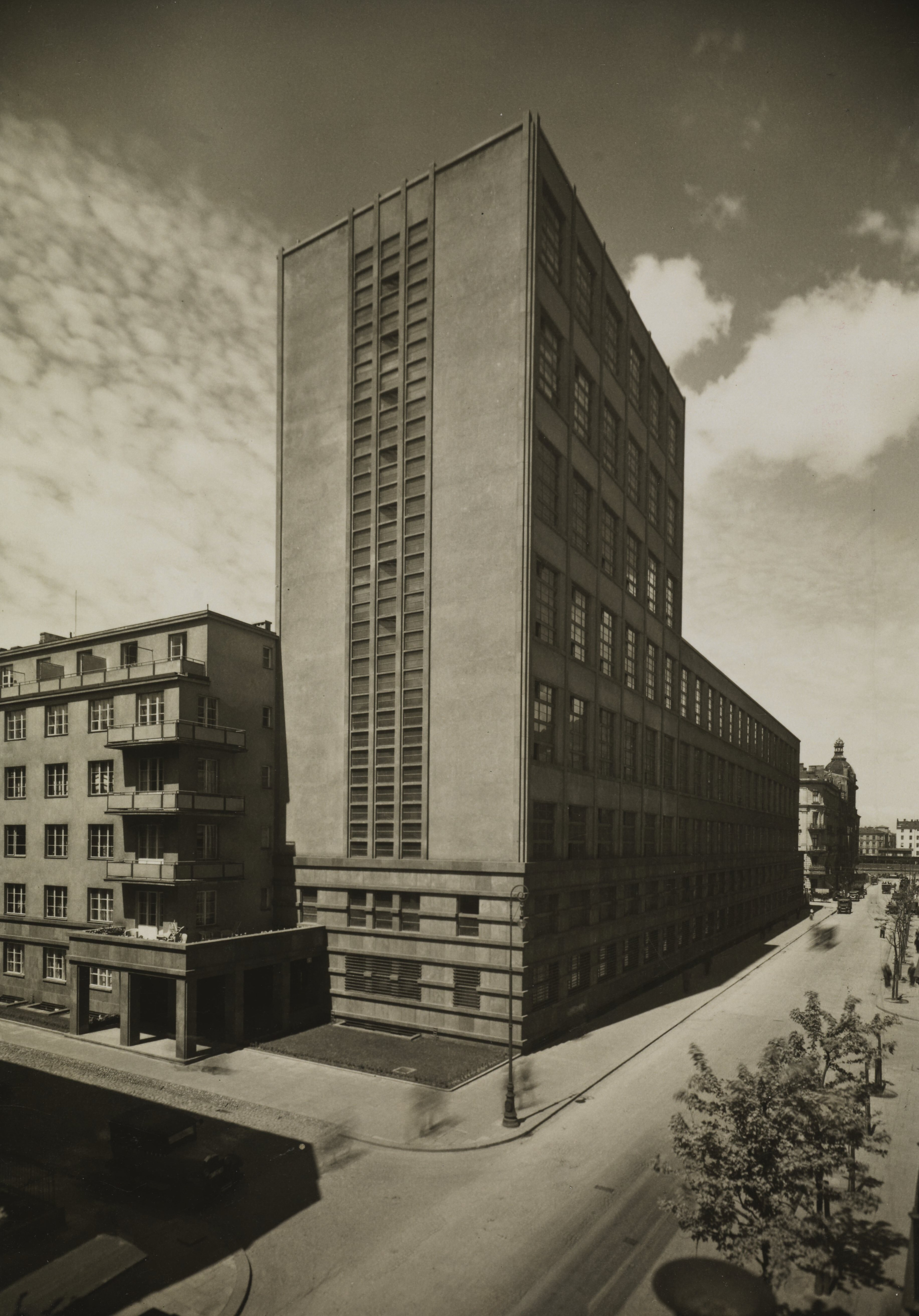
Gmach w latach 30. XX w.
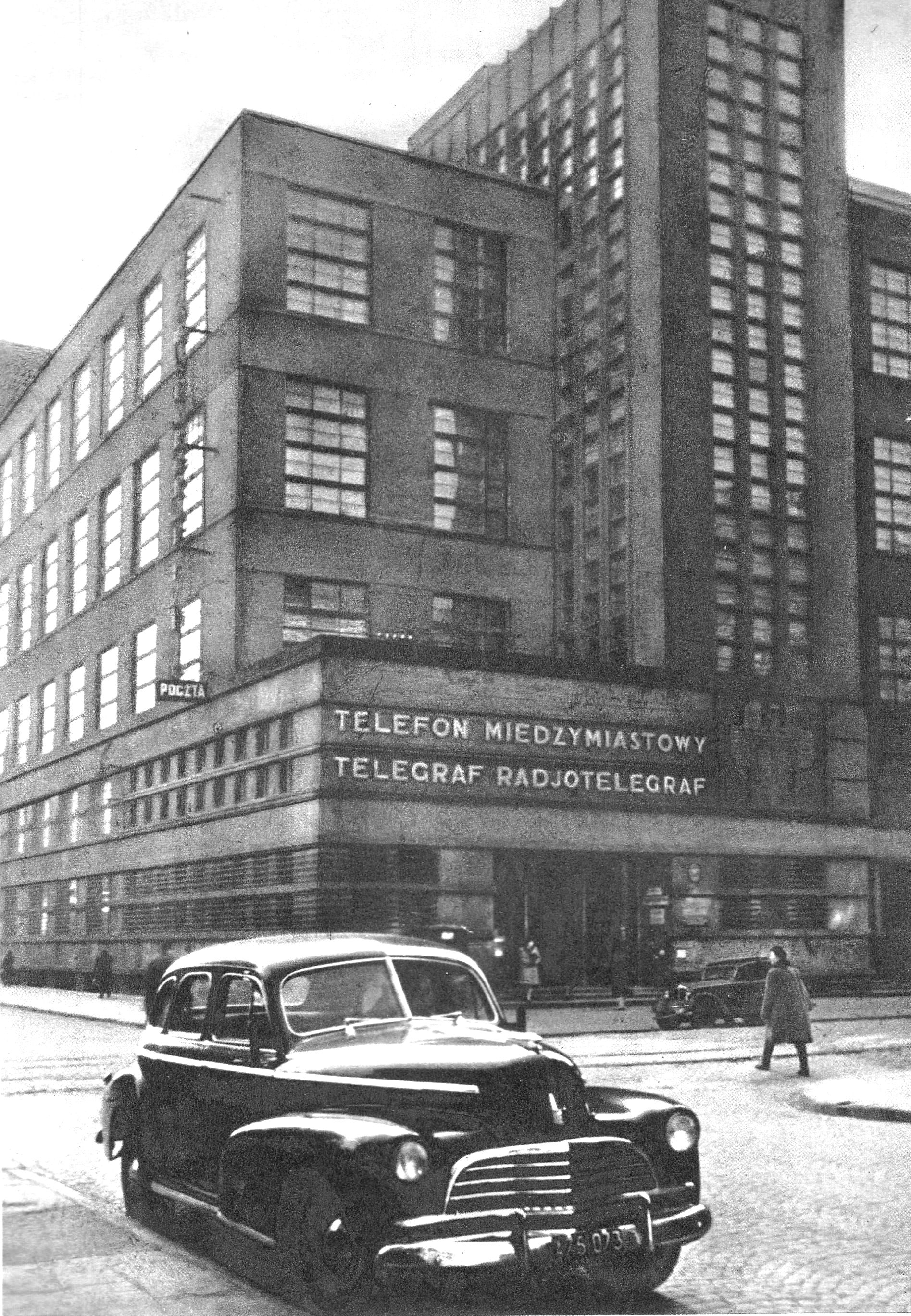
Budynek w latach 50. XX wieku
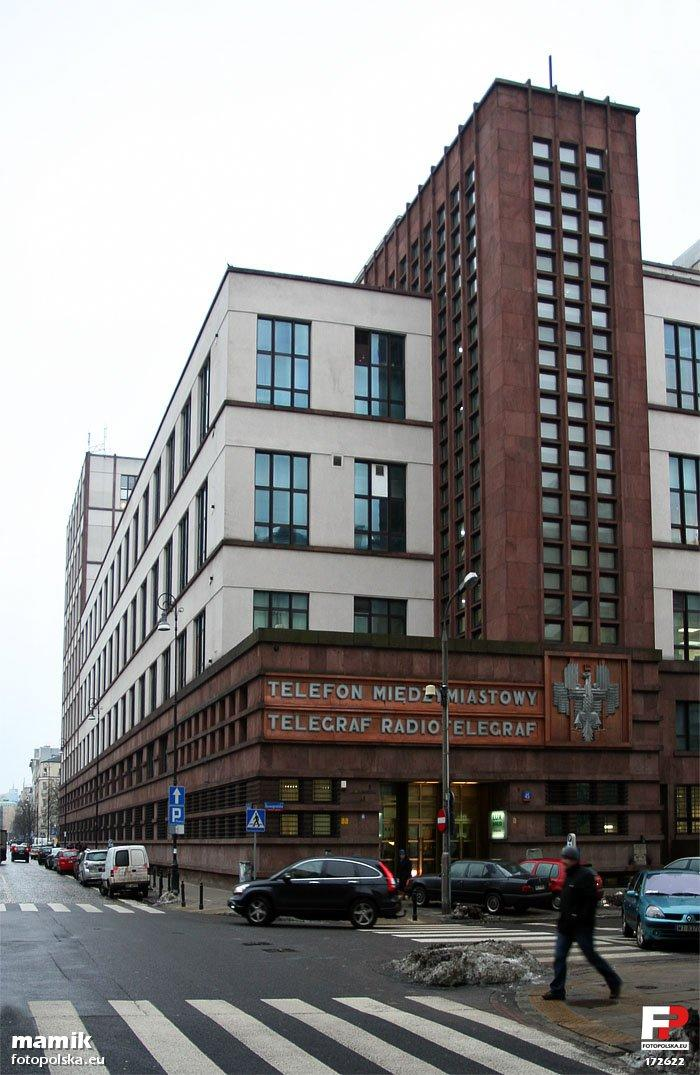
Budynek w 2011 roku
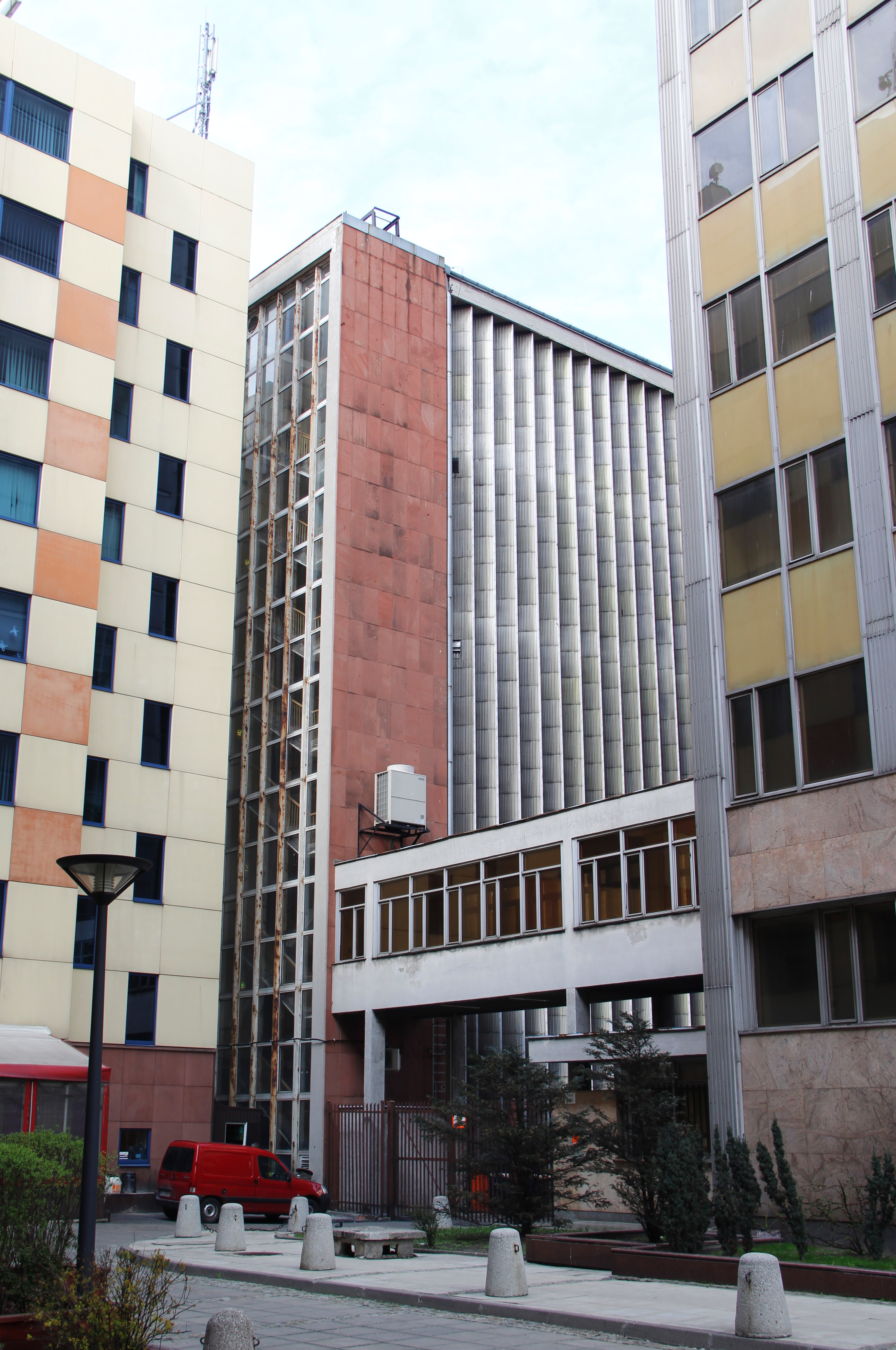
Przewiązka i otoczenie (2013)
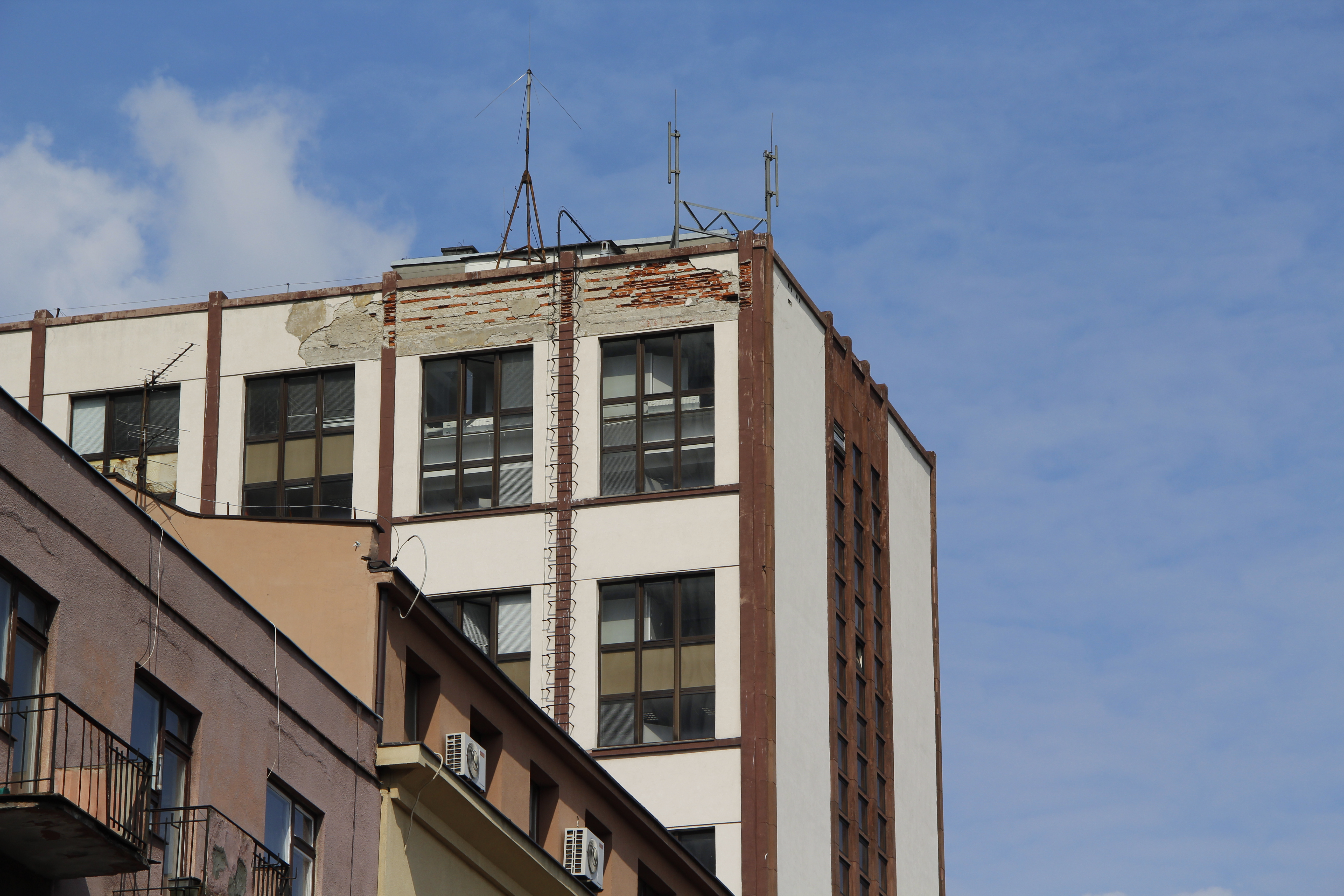
Ostatnie kondygnacje wieży (2013)
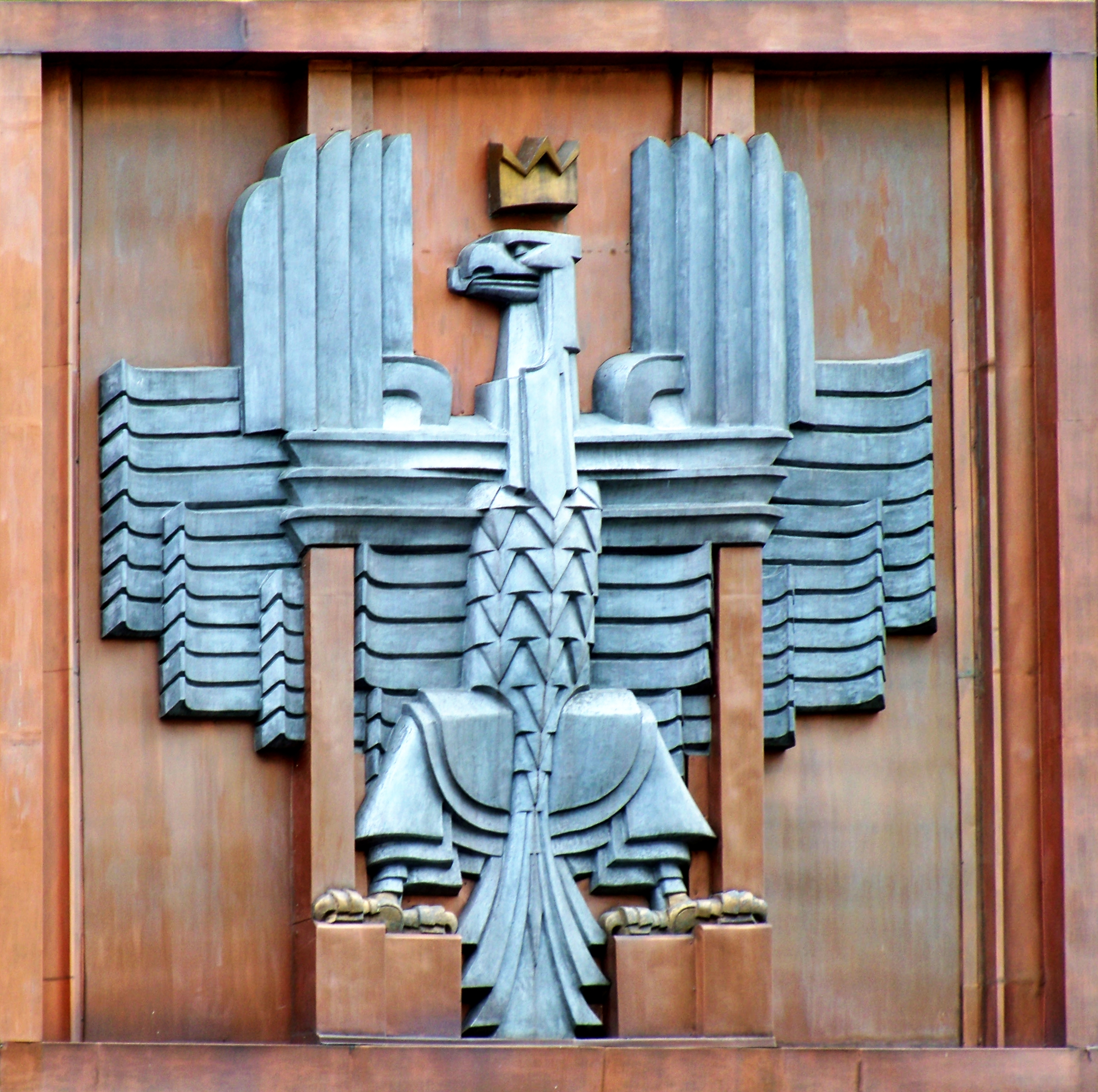
Polskie godło (2012)